# Constitución de Macedonia del Norte
La Constitución de la República de Macedonia del Norte (en macedonio: Устав на Република Северна Македонија; en albanés: Kushtetuta e Republikës së Maqedonisë së Veriut) es una constitución codificada que establece el sistema de gobierno y los derechos humanos básicos de Macedonia del Norte. Fue aprobada por el Parlamento de la entonces República de Macedonia el 17 de noviembre de 1991.
En 2018, el gobierno de la República de Macedonia aceptó el Acuerdo de Prespa con Grecia. A cambio de garantías de que Grecia dejaría de oponerse a la integración de Macedonia del Norte en organizaciones internacionales, el nombre constitucional del país cambiaría de «República de Macedonia» a «República de Macedonia del Norte». Tras la ratificación del acuerdo, se promulgó el cambio de nombre constitucional. Tras el acuerdo y un referéndum no vinculante, el Parlamento macedonio aprobó un proyecto de enmienda constitucional el 3 de diciembre de 2018. El 11 de enero de 2019, la versión final de la enmienda fue aprobada por el Parlamento y publicada al día siguiente en el Boletín Oficial, dando así fuerza a la enmienda.
La Constitución concede gran importancia a la igualdad de todos los ciudadanos. En el artículo 1 se afirma que «La República de Macedonia del Norte es un Estado soberano, independiente, democrático y social. La soberanía de la República de Macedonia del Norte es indivisible, inalienable e intransferible». Otros artículos establecen otros hechos importantes, como la ubicación de la capital, Skopie, y el alfabeto oficial de la lengua macedonia, que es el cirílico. Otras secciones de la constitución se refieren a los derechos de los ciudadanos, las ideas sobre la organización del gobierno y los sistemas judiciales, el tribunal constitucional independiente de Macedonia del Norte y los derechos del gobierno local y las relaciones internacionales. La constitución consta de 134 artículos, con 32 enmiendas.